# 仲野好重
仲野 好重（なかの よしえ）は、一般財団法人 人間塾代表理事、Ph.D.（心理学）。

2011年7月1日、一般財団法人人間塾の代表理事、および塾長に就任。人間教育に心血を注いでいる。

専門は心理学、人間発達、生涯教育。1992年より市民講座や出前講演会などを積極的に展開。多くの教育関連団体の役員を歴任。幅広い層への教育の普及と人間教育推進に努めてきた。

前職は大手前大学現代社会学部教授（2012年3月31日退任）。大学教授として研究・教育活動に従事。

尼崎市立高等学校学校教育振興審議会委員、西宮市家庭教育振興市民会議委員、尼崎市教育委員を経て、2011年3月29日まで、兵庫県尼崎市教育委員長。出身地・兵庫県でも、教育者としての実績と情熱、行動力への評価は高い。

モットーは、生活と密着した心理学教育。年間100回以上の講演会、セミナー、フォーラムを開催し、テーマは「生きがい論」や「おとなのアイデンティティ再構築」、あるいは「笑いの心理学」や「老いをふっ飛ばす心の若さ！」、ひいては企業での「メンタルヘルス論」にまで多岐にわたる。

趣味は珍味探訪と旅行。特技はタップダンスにバーテンディング（米国バーテンダー協会認定バーテンダー）。

2012年4月1日、公益財団法人尼崎市総合文化センター（現・尼崎市文化振興財団）の理事長に就任。尼崎からの文化芸術の発信と、市民のための生涯教育活動に情熱を傾けている。

## 学歴
- 小林聖心女子学院中学校・高等学校
- 聖心女子大学文学部教育学科心理学専攻卒。
- セントルイス大学大学院心理学研究科修士課程、博士課程修了。